# X와 Y보손
X와 Y보손(그냥 총체적으로 X보손들이라고도 불림:437)은 W와 Z보손과 비슷한 입자이지만, 대통일 이론이 성립하는 초고에너지 상태에서 쿼크와 렙톤 사이에서 작용해 둘을 교체해 주는 입자이다. 아직 발견되지 않았다.

## X보손
X보손은 스핀 1에 아이소스핀 +0.5인 입자이다.

### 붕괴
X보손은 업 쿼크 두 개 또는 양전자와 반다운 쿼크로 붕괴한다.

## Y보손
Y보손은 스핀 1에 아이소스핀이 -0.5인 입자이다.

### 붕괴
Y보손은 양전자와 반업쿼크, 다운 쿼크와 업 쿼크 또는 반다운 쿼크와 반전자중성미자로 붕괴한다.

## 같이 보기
- 양성자 붕괴